# Alex Dreppec
Alex Dreppec (* 1968 in Jugenheim) ist ein deutscher Schriftsteller.

## Leben und Werk
Dreppec studierte Psychologie in Darmstadt und Frankfurt am Main. Er promovierte mit einer Arbeit zum Thema Verstehen und Verständlichkeit wissenschaftlicher Texte (unter seinem bürgerlichen Namen Alexander Deppert). 2000–2007 nahm er an Poetry Slams teil, 2002 war er Finalist der deutschsprachigen Meisterschaften in Bern. Er war von 2002 bis 2011 Moderator der Darmstädter Dichterschlacht. 2004 wurde er mit dem Wilhelm-Busch-Preis ausgezeichnet. Dreppec veröffentlichte Lyrik, Essays und Kurzprosa in zahlreichen Anthologien (u. a. 2008 in »Der Große Conrady. Das Buch deutscher Gedichte. Von den Anfängen bis zur Gegenwart«, »Hell und Schnell«) und Zeitschriften (u. a. in der Frankfurter Allgemeinen Zeitung, Exot, Der Literat, Das Gedicht. Zeitschrift für Lyrik, Essay und Kritik, Mein heimliches Auge, Freiberger Lesehefte, außer.dem, Streckenläufer) in deutscher, polnischer und zunehmend auch englischer Sprache (z. B. "Transoceanic Twitter" in "English Journal. National Council of Teachers of English", Vol. 103, No. 4, March 2014).
Er ist der Erfinder des Science-Slam, der Ende 2006 in Darmstadt erstmals stattfand – eine Verbindung seiner Aktivitäten als Poetry Slammer und Verständlichkeitsforscher.

## Privates
Alex Dreppec ist der Sohn von Fritz Deppert und der Enkel von Karl Deppert.
Dreppec lebt in Darmstadt.

## Einzeltitel
- Alex Dreppec: Die Doppelmoral des devoten Despoten. Stabreimgedichte von A-Z. Eremiten-Presse, Düsseldorf 2003, ISBN 3-87365-333-8 (Bilder von Sonja Burri).
- Alex Dreppec (Hrsg.): Dichterschlacht : Schwarz auf weiß. Ariel Verlag, Riedstadt 2003, ISBN 3-930148-25-0.
- Alex Dreppec: Metakekse [Tonträger]. Ariel Verlag, Riedstadt 2006, ISBN 3-930148-37-4.
- Alex Dreppec: Glasaugenstern. Chiliverlag, Verl 2015, ISBN 978-3-943292-21-3.
- Alex Dreppec: Tanze mit Raketenschuhen / Dance with Rocket Shoes. Chiliverlag, Verl 2016, ISBN 978-3-943292-50-3.